# Abu-Bakr Tughluq
Abu-Bakr Tughluq fou un efímer sultà de Delhi de la dinastia dels tughlúquides.
Va succeir al seu cosí Ghiyath-ad-Din Tughluq (II) l'endemà que aquest fou assassinat, el 20 de febrer de 1389. El seu oncle Muhammad Shah III Tughluq es va fer proclamar sultà en oposició a Samana el 24 d'abril de 1389 i es va imposar a Abu-Bakr al 31 d'agost de l'any següent (1390).
El sultà Firuz Xah Tughluq va morir l'any 1388 i el seu net Tughluq Khan va assumir el poder, però el seu nebot Abu-Bakr, fill de Zafar Khan es va revoltar matant Tughluq Khan en 1389 ocupant el seu lloc Abu-Bakr Xah Tughluq, però el seu oncle Muhammad es va fer proclamar sultà en oposició a Samana el 24 d'abril de 1389 i es va imposar a Abu-Bakr al 31 d'agost de l'any següent 1390 i va fer capturar executar tota la noblesa musulmana que estava alineada, o que se sospitava d'estar alineada amb Khan Jahan II.